# 단종애사 (1956년 영화)
"단종애사"는 대한민국에서 제작된 전창근 감독의 1956년 영화이다. 또한 단종애사에는 황해남 등이 주연으로 출연하였고, 유동준 등이 제작에 참여하였다.

## 출연

### 주연
- 황해남
- 엄앵란
- 전창근
- 조미령
- 이민

### 조연
- 나애심
- 윤일봉
- 이룡
- 최남현
- 이택균
- 김일해
- 전택이
- 손전
- 양일민
- 서월영
- 임운학
- 김신재
- 백천추
- 노강
- 석금성
- 연영
- 주선태
- 추석양
- 송억
- 나소운
- 독우영
- 송재관
- 박성근
- 조항
- 구종석
- 장종훈
- 심해규
- 조석근

## 기타
- 원작자: 이광수
- 조명: 고해진
- 녹음: 이경순
- 미술: 이태선